# Петроверовка
Петроверовка (укр. Петровірівка), с 1928 по 2016 год Жовтень (укр. Жовтень) — село, относится к Ширяевскому району Одесской области Украины.
Население по переписи 2001 года составляло 2954 человека. Почтовый индекс — 66860. Телефонный код — 4858. Занимает площадь 6,64 км². Код КОАТУУ — 5125481001.

## История

### До 1917 года
Село Петроверовка основано в 1814 году, вдоль дороги соединявшей Одессу с Подольем и Волынью. Расположение позитивно влияло на развитие села — уже в 1830 году село было отнесено к разряду местечек Тираспольского уезда Херсонской губернии Российской империи. К 1844 году в селе было 35 дворов и 100 жителей, большинство из которых крепостные крестьяне. Часть жителей села были арендаторами, которые арендовали у помещика участки земли для постройки жилья и земледелия.
В 1861 году в результате реформы крестьяне получили свободу и небольшие наделы земли. Основная часть земельных наделов осталась в руках пяти крупных помещиков.
Некоторые жители села занимались ремесленничеством. В Петроверовке насчитывалось около 15 портных, 18 сапожников, 8 кузнецов, большое количество сезонных рабочих. Условия жизни и работы способствовало развитию профессиональных и эпидемиологических заболеваний, высокой смертности.
К 1896 году население Петроверовки составило более 1500 человек. Были созданы церковно-приходская и народная школа. Однако более 75 процентов жителей были неграмотными.
 В 1898 году в местечке насчитывалось 54 двора и 886 жителей, имелись православная церковь, синагога, земская больница, аптека, паровая мельница.
Тяжелые условия жизни обостряли социальное напряжение в регионе. Так в 1905 году сезонные рабочие, нанятые на сбор урожая помещиками, устроили забастовку, требуя повышения оплаты труда. В ответ властями в Петроверовку и окрестные села были посланы карательные отряды. Это привело к дальнейшей эскалации конфликта — в ответ начались поджоги имущества помещиков. Борьбу крестьян поддержал Херсонский губернский комитет сельских организаций РСДРП. Представители комитета регулярно проводили агитационно-пропагандистскую работу с сельской беднотой.

### Революция и Гражданская война
После Февральской революции сельская беднота начала борьбу за землю, которая оставалась в руках помещиков. После их отказа добровольно поделиться наделами с безземельным и малоземельным крестьянством начались самовольные захваты участков. Большую активность в этой борьбе проявили демобилизованные фронтовики. Однако сформированная на территории региона власть Центральной Рады силой вернула отобранную землю землевладельцам. В конце января 1918 года в селе установилась власть Советов. Советы экспроприировали землю у помещиков и распределяли её среди нуждающихся крестьян. Власть Советов в марте 1918 года сменилась властью австро-германских оккупантов, в декабре — англо-французских интервентов. С марта 1919 года в селе действовал подпольный революционный комитет, возглавляемый местным рабочим С. Г. Куперманом.
Ревком возглавил борьбу крестьян против иностранных захватчиков, белогвардейской и националистической контрреволюции. После изгнания интервентов в начале апреля 1919 года ревком взял власть в волости в свои руки. Он организовал волостной земельный комитет, отряд народной милиции. Помещиков обложили налогом в размере 50 тыс. руб. Бывшее помещичье имение объявили народным достоянием. Во время операции по освобождению Одессы от интервентов и белогвардейцев отряд как воинское подразделение действовал в составе Южной группы войск.

## Уроженцы
- Шевелёв, Сергей Николаевич — лётчик-ас, Герой Советского Союза.
- Ойзерман, Теодор Ильич — философ, историк философии.
- Бойко Ф. И. — звеньевой механизированного звена, кавалер Ордена Ленина.

## Местный совет
66860, Одесская обл., Ширяевский р-н, с. Петроверовка, ул. Шевченка, 4